# Project Kaisei
Project Kaisei (de 海星, kaisei , "océan planète" en japonais) est une mission scientifique et commerciale pour étudier et nettoyer le Vortex de déchets du Pacifique nord, un grand corps de débris flottants piégés dans l' océan Pacifique par les courants du Gyre subtropical du Pacifique nord. Découvert par la National Oceanic and Atmospheric Administration (NOAA), le patch est estimé contenir 20 fois la densité des débris flottants par rapport à la moyenne mondiale. Le projet vise à étudier l'étendue et la nature des débris en vue de capturer, détoxifier et recycler le matériel, et est organisé par l' Ocean Voyages Institute, une organisation à but non lucratif 501c3 basée en Californie qui s'occupe de la préservation marine. Le projet est basé à San Francisco et Hong Kong.

## Historique
Le projet Kaisei a été lancé à la fin de 2008 par trois cofondateurs de la baie de San Francisco, tous avec de nombreuses années d'intendance des océans et d'activités derrière eux. En tant qu'amateurs de l'océan, Mary étant une navigatrice de longue date, George un surfeur et un expert en conception de planches de surf, et Doug avec ses courses de natation et de pagaie en eau libre, chacun avait des contacts et des capacités différents pour contribuer au groupe. Doug résidant à Hong Kong, le groupe a mis en place deux points d’opération de part et d’autre du Pacifique ( San Francisco et Hong Kong) pour aider à amener toutes les parties à la table pour endiguer le flux de déchets plastiques et marins dans notre océan .

## Objectifs du projet
Le projet a été lancé le 19 mars 2009, avec des plans pour une première phase d'étude scientifique des débris plastiques dans le Gyre du Pacifique Nord et une étude de faisabilité des technologies de récupération et de recyclage. L'objectif est d'instaurer une collaboration mondiale de la science, de la technologie et des solutions, pour aider à éliminer une partie des déchets flottants. De nouvelles méthodes de capture des débris sont à l'étude, qui auraient un faible apport énergétique et une faible perte de vie marine. Des technologies d'assainissement ou de recyclage sont en cours d'évaluation, afin de créer potentiellement des produits secondaires à partir des déchets, ce qui pourrait à son tour contribuer à subventionner un nettoyage à plus grande échelle . Le projet a achevé deux expéditions, une à l'été 2009 et une en 2010. De nouvelles données sur la question ont été recueillies, et davantage de recherches et de planification doivent être effectuées afin de comprendre les paramètres et les coûts associés à une plus grande échelle pour un effort de nettoyage. La planification est en cours pour de futures recherches et expéditions qui permettraient de tester de nouvelles technologies et de nouveaux équipements de capture, ainsi que la démonstration de certaines des technologies d'assainissement ou de recyclage qui pourraient être utilisées.

## Voyage initial

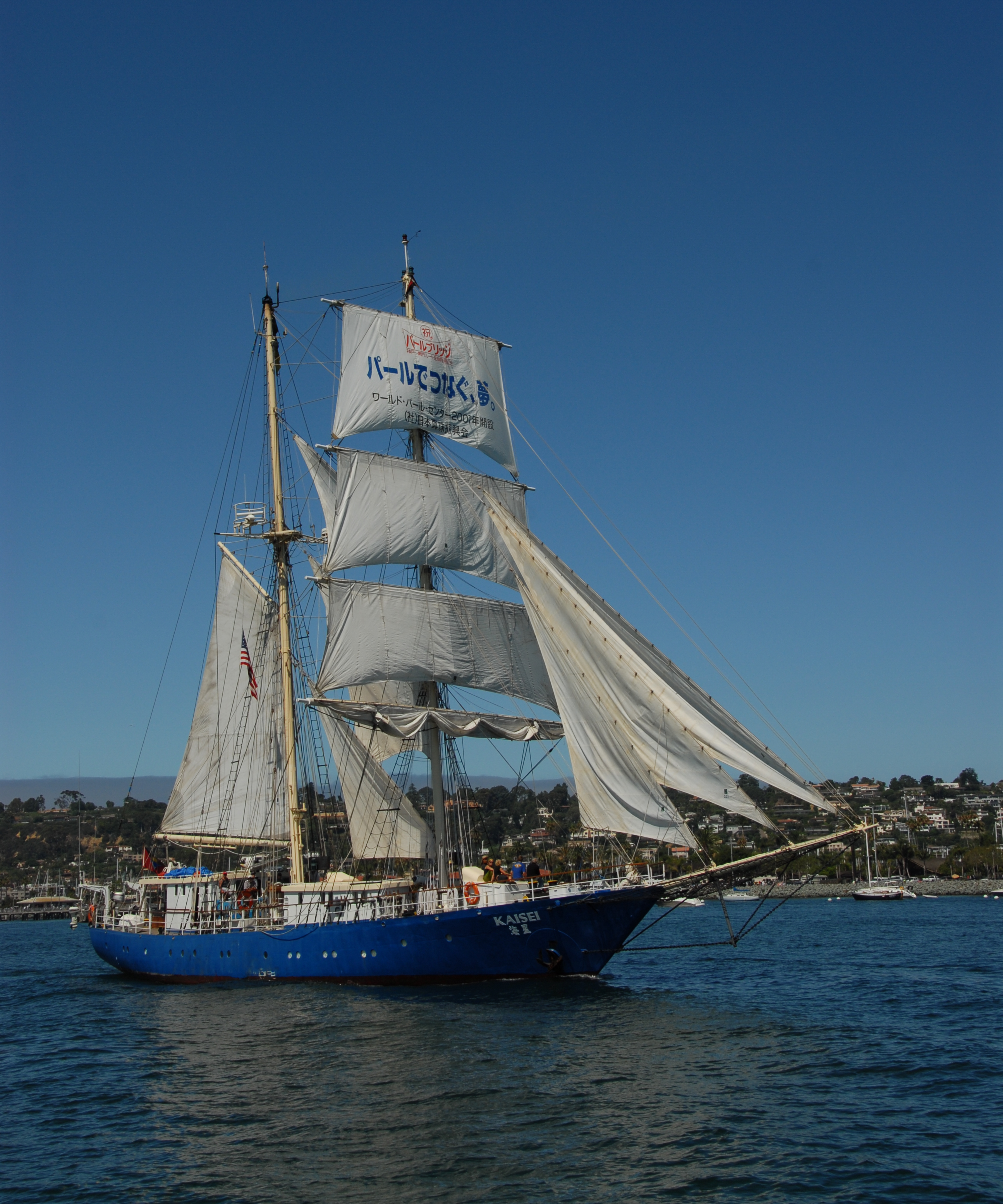
STA Kaisei

En août 2009, la phase initiale d'étude et de faisabilité du projet Kaisei a commencé, menée par deux navires, le navire de recherche RV New Horizon , et le navire amiral du projet, le brick-goélette STS Kaisei. Le New Horizon, propriété de l'Institut d'océanographie Scripps, avait quitté San Diego le 2 août 2009 pour le Scripps Environmental Accumulation of Plastic Expedition (SEAPLEX), qui a duré jusqu'au 21 août. L'expédition SEAPLEX  a été financée par l'Université de Californie à San Diego, la Fondation nationale pour la science (NSF] avec un financement supplémentaire du Projet Kaisei. Deux jours plus tard, le Kaisei appartenant à l'Ocean Voyages Institute, a quitté San Francisco le 4 août et a entrepris un voyage de 30 jours pour enquêter  sur la taille et la concentration du champ de débris, et explorer des méthodes de récupération, tandis que le New Horizon l'a rejoint pour étudier l'effet du champ de débris sur la vie marine.

## Collecte de fonds et reconnaissance
Ocean Voyages Institute a recueilli 500.000 $ pour les premiers voyages du projet Kaisei. L'expédition SEAPLEX a coûté 387.000 $ et a été également associé au département californien de contrôle des substances toxiques(DTSC) .
Le groupe a depuis été reconnu par le Programme des Nations unies pour l'environnement (PNUE) en 2009 en tant que héros du climat, par Google en tant que héros Google Earth pour son travail avec un système de suivi de voyage par blogging vidéo, et il a récemment fait partie de la Clinton Global Initiative. en septembre 2010. 